# Ephemerum cristatum
Ephemerum cristatum är en bladmossart som beskrevs av C. Müller 1847. Ephemerum cristatum ingår i släktet dagmossor, och familjen Ephemeraceae. Inga underarter finns listade i Catalogue of Life.